# Frustra probatur quod probatum non relevat
Frustra probatur quod probatum non relevat (in lingua italiana invano viene provato ciò che provato non ha rilevanza) è un antico brocardo relativo al principio dell'economia degli atti processuali.
Spetta perciò al giudice ammettere le prove che considera rilevanti.